# 岡田友弘
岡田 友弘（おかだ ともひろ、1974年 - ）は、日本の指揮者。

## 略歴
秋田県本荘市（現由利本荘市）出身。秋田県立本荘高等学校卒業後、中央大学文学部文学科ドイツ文学専攻に入学し、在学中は吹奏楽部に在籍。学生時代はコントラバス奏者兼学生指揮者としてを担当。その後、桐朋学園においてバトンテクニックを学び渡欧、イタリアのシエナ・キジアーナ音楽院、ウィーン国立音楽院、バークシャー音楽センターなどヨーロッパ、アメリカ各地の音楽院、音楽祭の教育プログラムを受講。ブザンソン国際指揮者コンクール本選出場。レイフ・ヴォーン・ウィリアムズ・ソサエティ会員。

## 活動
現在はほりほりオーケストラ（埼玉県）ほか各地の市民オーケストラ、学生オーケストラ、吹奏楽団を指揮。これまでに川越フィルハーモニー管弦楽団、秋田市管弦楽団、帯広交響楽団をはじめ、秋田なまはげオーケストラ、秋田大学吹奏楽団、にかほウインドアンサンブル（秋田県）、ジンギス☆カンダ（北海道）、新潟大学吹奏楽部、群馬大学フィルハーモニックオーケストラ、大東文化大学管弦楽団、いわきシンフォニックウィンドアンサンブル、中央大学音楽研究会吹奏楽部、小田原フィルハーモニー管弦楽団など、各地のアマチュア管弦楽団・吹奏楽団の指揮を中心に活動している。またズーラシアンブラスの「おともだちプレイヤー」でもある。これまでに指揮を尾高忠明、高階正光、久志本涼、ジャンルイージ・ジェルメッティなどに師事。またクルト・マズア、ベルナルト・ハイティンク、エド・デ・ワールトの薫陶を受けた。